# SOL2
Pour les articles homonymes, voir Sol.
 (juillet 2013).
Si vous disposez d'ouvrages ou d'articles de référence ou si vous connaissez des sites web de qualité traitant du thème abordé ici, merci de compléter l'article en donnant les références utiles à sa vérifiabilité et en les liant à la section « Notes et références ».
SOL2 est le modèle de station de recueil de données de trafic préconisée par le ministère des Transports français depuis 1990[réf. nécessaire]. SOL2 est utilisé dans les réseaux de recueil SIREDO sur route et sur autoroute.
Plusieurs constructeurs fournissent des stations SOL2 certifiées conformes aux spécifications et aux normes AFNOR, et elles sont totalement interchangeables.
Le remplacement des SOL2 à long terme a fait l'objet d'études de besoin auprès des utilisateurs et des experts, puis d'une analyse de la valeur conduisant à de nouvelles spécifications pour la norme qui lui succède, SOL3.
Une station SOL2 fournit des mesures de trafic individuelles, véhicule par véhicule, ou des mesures diverses du trafic routier global.

## Mesures prises par les stations
Sur les autoroutes de liaison ou les corridors autoroutiers urbains, les mesures de chaque véhicule sont élaborées par les détecteurs de trafic routier, puis centralisées, mises en forme et relayées par la station SOL2.

### Mesures individuelles
Plusieurs données sont mesurées pour chaque véhicule : heure de passage, vitesse, longueur, distance avec le véhicule précédent, catégorie, poids, nombre d'essieux, etc.
Ces mesures permettent une surveillance fine du trafic grâce au recueil permanent à périodicité rapide, souvent de 6, 10 ou 20 secondes, parfois jusqu'à 1 minute, puis l'action éventuelle en retour sur les équipements dynamiques de gestion du trafic.
Les mesures de SOL2 alimentent donc directement les automatismes rapides d'exploitation et de régulation du P.C. de circulation d'un CGIT car elles permettent tous les types d'algorithmes de détection automatique d'incident (DAI) ou de bouchon (DAB).

### Mesures moyennes et statistiques
Des mesures moyennes ou statistiques d'une périodicité pouvant être choisie entre 1 et 60 secondes sont également élaborées par la station SOL2 pour un usage central complémentaire.

## Surveillance de l'état du Trafic
Utilisation des mesures moyennes 6 minutes
SOL2 élabore toutes les 6 minutes des débits, vitesses moyennes et taux d'occupation de la chaussée, voie par voie, sens par sens.
Ces mesures sont acquises chaque 6 minutes par un centre d'Information et de Gestion.
Leur visualisation immédiate sur des synoptiques ou leur utilisation par des outils d'analyse informe les responsables des Centres de gestion de trafic (CIGT), des Centres d'Information et de Coordination Routières (CRICR), sur l'évolution du trafic et permet sa prévision à court terme, de quelques heures, dans les zones sensibles aux perturbations, et aux approches des périodes "chaudes". Tout ceci permet les prévisions de Bison futé.
L'indicateur "Taux d'occupation 6 min" indique avec certitude l'existence d'une perturbation sur les capteurs de SOL2, son sens et même son intensité.
exemples : SIRIUS Ouest - CRICR de Marseille - AREA

## Auto-surveillance du trafic par SOL2
Utilisation du générateur intégré d'alertes
L'auto-surveillance du trafic autorise un fonctionnement économique et intelligent : la station SOL2 génère elle-même et transmet une alerte ou un message conventionnel vers un Poste central de Contrôle ou d'information (P.C.), mais seulement en cas d'anomalie détectée.
Ces anomalies peuvent être l'évolution de tout paramètre mesuré du trafic, ou une combinaison de plusieurs paramètres.
Ce type de fonctionnement évite la nécessité d'un recueil cyclique permanent et économise donc les ressources de transmission partout où l'utilisation du téléphone serait trop coûteuse, et où un réseau dédié de transmissions serait trop onéreux.
exemples : SAGA à Toulon, CRICR de Rennes, Lille.

## Statistiques
Utilisation des mesures moyennes 1 heure et 1 jour
Ces utilisations sont principalement liées aux prévisions de circulation, de construction et d'entretien des chaussées : SOL2 permet le remplacement direct des compteurs anciens de type « SETRA » des années 1980, à relevé périodique par valise d'enregistrement, grâce à son autonomie possible supérieure à un mois même sans EDF, et à sa compatibilité directe.
Un recueil automatique horaire ou journalier est effectué que ce soit pour des besoins locaux, départementaux, ou centralisés en réseaux régional et réseau national, ou pour le recensement statistique permanent.
La station SOL2 est source directe des fichiers de mesure pour les progiciels nationaux XTEDI, MELODIE, puis ARPEGES, ou indirecte via le réseau et les modules d'intercommunication MI2.
La station SOL2 génère directement certains éléments statistiques simples : classification du trafic selon les vitesses, selon les longueurs, les silhouettes, et même selon les poids totaux ou par essieu.

## Études et recherche sur le trafic
Les mesures de trafic générées par SOL2 permettent d'alimenter directement et en temps réel des machines supportant des applicatifs spécialisés dans l'analyse et les recherches sur le trafic ou la prévision.
- Tracé direct des courbes classiques d'analyse, par exemple les histogrammes de débit, ou les courbes taux/débit/vitesse ;
- Prévisions de trafic à 1 heure, à 1 jour, à 1 an.
- Prévisions de saturation.
Toutes les mesures de trafic générées sont stockées quelque temps (modifiable) par SOL2 et peuvent être relues plus tard sur place ou même à distance, pour alimenter les applicatifs spécialisés de recherche.